# Envia garciai
Espèce
Envia garciai est une espèce d'araignées mygalomorphes de la famille des Microstigmatidae.

## Distribution
Cette espèce est endémique de l'État d'Amazonas au Brésil. Elle se rencontre vers Manaus.

## Description
Le mâle holotype mesure 3,20 mm et la femelle paratype 3,34 mm.

## Systématique et taxinomie
Cette espèce a été décrite par Ott et Höfer en 2004.

## Étymologie
Cette espèce est nommée en l'honneur de Marcos Vinicius Bastos Garcia de l'Embrapa Amazônia Ocidental à Manaus.

## Publication originale
- Ott & Höfer, 2004 : « Envia garciai, a new genus and species of mygalomorph spiders (Araneae, Microstigmatidae) from Brazilian Amazonia. » Iheringia, vol. 93, no 4, p. 373-379 (texte intégral).